# Mauri Hermundsson
Mauri Victor Leonardo Hermundsson, ursprungligen Victor Leonardo Hermundsson, känd som Mustiga Mauri, född 30 oktober 1995 i Ytterjärna församling i Södertälje kommun, Stockholms län, är en svensk youtubare, journalist och programledare i TV4.

## Biografi
Mauri Hermundsson växte upp i Järna. Hans far kommer från Island och hans mor är från Tyskland. Vid sju års ålder lade Hermundsson till Mauri som förnamn; det är inte hans tilltalsnamn enligt folkbokföringen.
Hermundsson har arbetat som journalist på Expressen och Aftonbladet. Han nådde framgångar med Youtube-kanalen "Uppdrag: Mat" 2018 och har sedan dess publicerat omkring 70 videor (mars 2023). Youtube-kanalen drivs tillsammans med fotograf och klippare Hugo Johansson. I kanalen medverkar ofta en eller flera gäster. "Uppdrag: Mat" startades med medel av Aftonbladet och hade den 27 oktober 2021 omkring 529 000 prenumeranter och omkring 90 miljoner visningar, med ett snitt på cirka 1 miljon tittare per avsnitt. Med omkring 1,8 miljoner visningar var Hermundssons video som gästades av Bianca Ingrosso en av de mest sedda i Sverige 2020. År 2024 startade Hermundsson en ny Youtube-kanal med namnet "Mauri", som filmas och klipps av Esaja Ekman. År 2019 nominerades Hermundsson till Stora journalistpriset i kategorin Årets förnyare.
Mauri Hermundsson placerade sig 2021 på en åttondeplats i Medieakademins Maktbarometer och hans kanal var samma år den fjärde största i Sverige. 2022 halkade kanalen ned en plats och placerade sig som den femte största på Youtube, enligt Maktbarometern.  
Hösten 2020 blev Hermundsson programledare i TV4:s program Lego Master Sverige och i december 2022 hade hans eget program Mauri – vad hände sen? premiär. Programmet blev redan efter första säsongen nominerat som "Årets Underhållningsprogram". År 2022 ledde han även Aftonbladets humorserie Noll kontroll. År 2024 var Hermundsson en av panelmedlemmarna i underhållningsprogrammet Bäst i test.
Den 3 april 2024 stod det klart att Hermundsson skulle vara sidekick åt Pär Lernström, under den tjugonde säsongen av TV-programmet Idol i Sverige. Han ersatte därmed Amie Bramme Sey, som var sidekick åt Lernström under 2023 års säsong.
Hermundsson har producerat podcasten "Topp 1 i Sverige", där han mötte och intervjuade några av Sveriges bästa inom olika områden.

## TV-program (i urval)
- 2020–2022 – Lego Masters Sverige, programledare[14][15]
- 2022 – Noll kontroll, programledare för humorserie på Aftonbladet Plus
- 2022 – Mauri – vad hände sen?, programserie på TV4 där Hermundsson träffar uppmärksammade personer som försvunnit från rampljuset.[16]
- 2024 – Idol, programledare jämte Pär Lernström (auditionprogrammen).[13]
- 2025 – Mauri och Morberg – på en liten resa, programserie på TV4 där Hermundsson reser jorden runt med skådespelaren Per Morberg.[17]
- 2025 – Sveriges dummaste, programledare